# Rhodussa nundina
Rhodussa nundina är en fjärilsart som beskrevs av Ferreira d'almeida 1945. Rhodussa nundina ingår i släktet Rhodussa och familjen praktfjärilar. Inga underarter finns listade.